# Street's Disciple
Street's Disciple è il settimo album del rapper statunitense Nas, pubblicato il 30 novembre 2004 dalla Columbia. La copertina ritrae Nas in un adattamento dell'Ultima Cena.
Il doppio album è un successo sia dal punto di vista della critica sia da quello commerciale, debuttando al quinto posto nella Billboard 200 e vendendo 232 000 copie nella prima settimana. Diviene il settimo disco di platino consecutivo per Nas, avendo raggiunto il milione di copie vendute certificate dalla RIAA negli Stati Uniti.

## Il disco
Primo doppio album per Nas, che per l'occasione rispolvera tutti i suoi diversi alias, garantendo una gran varietà di tematiche e stili. La cover dell'album è un riadattamento dell'Ultima cena ed il rapper viene rappresentato come Cristo. I singoli dell'album sono Thief's Theme, presente anche nel film The Departed di Martin Scorsese, Just a Moment, realizzata con il rapper Quan, e Bridging the Gap, una ballata rap/blues realizzata con il padre Olu Dara.

## Ricezione
| Recensione           | Giudizio |
| -------------------- | -------- |
| AllMusic             | [ 1 ]    |
| The Village Voice    | A–       |
| Entertainment Weekly | A–       |
| Rolling Stone        | [ 5 ]    |
| The A.V. Club        | [ 5 ]    |
| Vibe                 | [ 5 ]    |
| Pitchfork            | [ 5 ]    |
| NME                  | [ 5 ]    |
| The Guardian         | [ 5 ]    |
| RapReviews           | [ 5 ]    |
| Stylus Magazine      | [ 5 ]    |
| Blender              | [ 5 ]    |

Street's Disciple è stato pubblicato dalla Columbia Records il 30 novembre del 2004 e ha ricevuto il plauso universale della critica. Sul sito Metacritic, ottiene un rating di 80/100 basato su 16 recensioni. Robert Christgau recensisce positivamente l'album, e lo inserisce all'undicesimo posto tra i migliori album del 2004 nel suo sondaggio dei critici di Pazz & Jop.
Entertainment Weekly descrive l'album come «non così severo e grintoso come il debutto, [seppur] molto più ambizioso nella portata e impavido nel suo approccio.» NME lo recensisce entusiasticamente: «[è] una delle pubblicazioni hip hop più emozionanti non solo di quest'anno, ma della memoria recente.» La produzione riceve anche critiche negative a causa delle basi «trite e ritrite» secondo Rolling Stone «che assicurano che l'album sia buono anche se impediscono che sia ottimo». Tuttavia, Rolling Stone recensisce positivamente l'album, a differenza di Vibe: «qui Nas è sul pilota automatico, sforna materiale uniformemente solido, ma non eccezionale.»
Jason Birchmeier per AllMusic gli assegna 3.5/5 stelle, scrivendo: «Nas beneficia di produzioni eccezionali, di uno stile rap incomparabile e di un retroscena interessante. [...] Street's Disciple è un altro album chiave [...] un'ulteriore prova che Nas è tornato in pista dopo essere caduto alla fine degli anni novanta con I Am... e Nastradamus. Non è un album perfetto – è troppo indulgente per esserlo – e sarebbe stato più forte come disco singolo.»
Nella sua prima settimana dopo l'uscita, Street's Disciple ha venduto 232 000 copie negli Stati Uniti debuttando al 5º posto nella Billboard 200. Il 18 novembre del 2005, l'album è stato certificato dalla RIAA disco di platino per il milione di unità vendute, settimo album consecutivo di Nas a riuscire nell'impresa negli Stati Uniti. Bridging the Gap è stato l'unico singolo ad avere un minimo successo commerciale, arrivando fino al 94º posto nella Hot 100.

## Tracce
Disco 1
1. Intro – 1:50
2. A Message to the Feds, Sincerely, We the People – 2:15 (musica: Chucky Thompson, Salaam Remi, L.E.S.)
3. Nazareth Savage – 2:40 (musica: Salaam Remi)
4. American Way (featuring Kelis) – 4:09 (musica: Q-Tip)
5. These Are Our Heroes – 4:22 (musica: Buckwild)
6. Disciple – 3:00 (musica: L.E.S.)
7. Sekou Story (featuring Scarlett) – 2:56 (musica: Salaam Remi)
8. Live Now (featuring Scarlett) – 4:30 (musica: Chucky Thompson, Bernardo "Nardo" Williams)
9. Rest of My Life (featuring Amerie) – 3:50 (musica: Chucky Thompson, L.E.S., Salaam Remi)
10. Just a Moment (featuring Quan) – 4:23 (musica: L.E.S.)
11. Reason (featuring Emily) – 4:47 (musica: Chucky Thompson, L.E.S.)
12. You Know My Style – 2:52 (musica: Salaam Remi)

Durata totale: 41:34
Disco 2
1. Suicide Bounce (featuring Busta Rhymes) – 3:57 (musica: Nas)
2. Street's Disciple (featuring Olu Dara) – 3:57 (musica: Salaam Remi)
3. U.B.R. (Unauthorized Biography of Rakim) – 3:38 (musica: Nas)
4. Virgo (featuring Ludacris & Doug E. Fresh) – 3:26 (musica: Salaam Remi)
5. Remember the Times (Intro) – 0:51
6. Remember the Times – 3:23 (musica: L.E.S.)
7. The Makings of a Perfect Bitch – 3:15 (musica: L.E.S., T. Black, Nut)
8. Getting Married – 3:46 (musica: Chucky Thompson)
9. No One Else in the Room (featuring Maxwell) – 5:08 (musica: Chucky Thompson, Salaam Remi)
10. Bridging the Gap (featuring Olu Dara) – 3:56 (musica: Salaam Remi)
11. War (featuring Keon Bryce) – 4:17 (musica: Salaam Remi)
12. Me & You (Dedicated to Destiny) – 3:26 (musica: L.E.S., Herb Middleton)
13. Thief's Theme – 2:59 (musica: Salaam Remi)

Durata totale: 45:59

## Classifiche

### Classifiche settimanali
| Classifica (2004)         | Posizione massima |
| ------------------------- | ----------------- |
| Francia                   | 54                |
| Norvegia                  | 40                |
| Paesi Bassi               | 82                |
| Regno Unito               | 45                |
| Stati Uniti               | 5                 |
| US Top Rap Albums         | 2                 |
| US Top R&B/Hip-Hop Albums | 2                 |
| Svizzera                  | 27                |

### Classifiche di fine anno
| Classifica (2005)         | Posizione massima |
| ------------------------- | ----------------- |
| Stati Uniti               | 97                |
| US Top R&B/Hip-Hop Albums | 24                |